# William Azariah Munn
William Azariah Munn (geboren am 17. Mai 1864; gestorben am 22. Oktober 1940) war ein kanadischer Unternehmer und Historiker, der von Neufundland stammte. Er postulierte im Jahre 1914 als erster schriftlich die Existenz skandinavischer Siedlungen in Nordamerika.

## Leben
William Munn wurde in Harbour Grace an der Conception Bay geboren. Seine Eltern waren Robert Stewart Munn und Elizabeth Munn, Mädchenname Munden. Sein Großvater Azariah war Kapitän und Schiffsführer beider Robbenfängerdampfer gewesen, die in der Flotte von John Munn & Company fuhren. Diese Firma gehörte Munns Großonkel, dessen Neffe, Munns Vater, der Firmenerbe war. Nach diesem Großvater sowie dessen Vater, William Munn, ebenfalls angesehener Kapitän, wurde Munn benannt. Nach dem Besuch der Grammar School in Harbour Grace studierte Munn am Merchiston Castle College in Edinburgh. Nach dem Abschluss ging er nach Montreal und sammelte erste berufliche Erfahrungen, indem er für seinen Onkel Stewart Munn arbeitete. 1893 heiratete Munn Ethel Mildred McNabb und zog zurück nach Harbour Grace, wo er zusammen mit seinem Bruder in die Firma ihres Vaters eintrat. Dieser hatte inzwischen John Munn & Company geerbt.
Nachdem die Firma infolge des Ablebens von Robert Stewart Munn sowie des Bankzusammenbruches von 1894 aufgehört hatte zu existieren, eröffneten die Brüder in St. John’s die Importfirma W. A. Munn & Company. Sie importierten in großem Maßstab Mehl und exportierten im Gegenzug Preisel- und Blaubeeren. Hauptprodukt war jedoch Lebertran, für dessen Produktion eine Anlage in Harbour Grace errichtet wurde. 1924 hatte die Firma einen Stand auf der British Empire Exhibition.
Nachdem William Munn bereits als Agent für Lloyd’s of London tätig gewesen war, gründete er 1911 seine eigene Versicherungsgesellschaft, die Newfoundland Marine Insurance. Diese Firma sollte die Versicherungserfordernisse seiner Handelsgesellschaft bedienen. Die 1949 gegründete Nachfolgegesellschaft Munn Insurance existiert noch als unabhängiger Versicherungsmakler.
William A. Munn starb am 22. Oktober 1940 an einem Herzinfarkt. Er wurde auf dem St. Andrew’s Presbyterian Cemetery in Harbour Grace beerdigt.

### Schaffen
Neben seiner beruflichen Tätigkeit hatte Munn ein ausgeprägtes Interesse an der Geschichte Neufundlands und war maßgeblich an der Gründung der Newfoundland Historical Society im Jahre 1906 beteiligt. In seiner „Geschichte von Harbour Grace“, veröffentlicht von 1933 bis 1939 im Newfoundland Quarterly, erwähnte er als erster schriftlich die Legende von Sheila NaGeira, einer irischen Adeligen, die Urmutter der alteingesessenen neufundländischen Familie Pike sein soll. Besonders interessiert war er jedoch an den frühen Reisen nach Nordamerika und dem jeweiligen Landfall, speziell den Sagas von Erik dem Roten und jener der Grönländer, überliefert in Handschriften aus dem 14. und 15. Jahrhundert. Die in diesen Sagas erwähnten Erkundungen in Helluland, Markland und Vinland bezogen sich auf Gebiete, deren Lage zu Munns Zeiten schon Gegenstand akademischer Debatten war. Munn kannte die Küstengebiete im Norden von Neufundland und in Labrador gut aus eigener Anschauung infolge seiner Tätigkeiten in Fischfang und Handel. Nach ausgiebiger Recherche schlug er vor, Helluland in der Gegend des Hamilton Inlet, Markland am Cape Porcupine nördlich von Cartwright und Vinland bei L’Anse aux Meadows, Pistolet Bay und Milan Arm zu verorten. 1914 veröffentlichte er seine Ergebnisse in einer Broschüre, die vom St. John’s Daily Telegram gedruckt wurde. Aufgrund der geringen Auflage fand diese Schrift keine größere Verbreitung, und Munns Ideen kein breites Publikum. Erst die Ausgrabungen von Anne Stine und Helge Ingstad, die in L’Anse aux Meadows Ruinen skandinavischer Bauweise fanden, lieferten Belege für die Plausibilität seiner Überlegungen und zeigten ferner, dass schon vor John Cabot Europäer auf Neufundland gewesen waren.

## Werke
- Wineland Voyages. St. John’s, 1914; Text
- History of Harbour Grace, veröffentlicht 1933–1939 in Newfoundland Quarterly